# جاك تشارلز برونيه
جاك تشارلز برونيه (بالفرنسية: Jacques Charles Brunet)‏ هو ببليوجرافي ‏ وأمين مكتبة وأديب وكاتب فرنسي، ولد في 2 نوفمبر 1780 في باريس في فرنسا، وتوفي بنفس المكان في 14 نوفمبر 1867.

## وصلات خارجية
- جاك برونيه على موقع الموسوعة البريطانية (الإنجليزية)